# Volební obvod

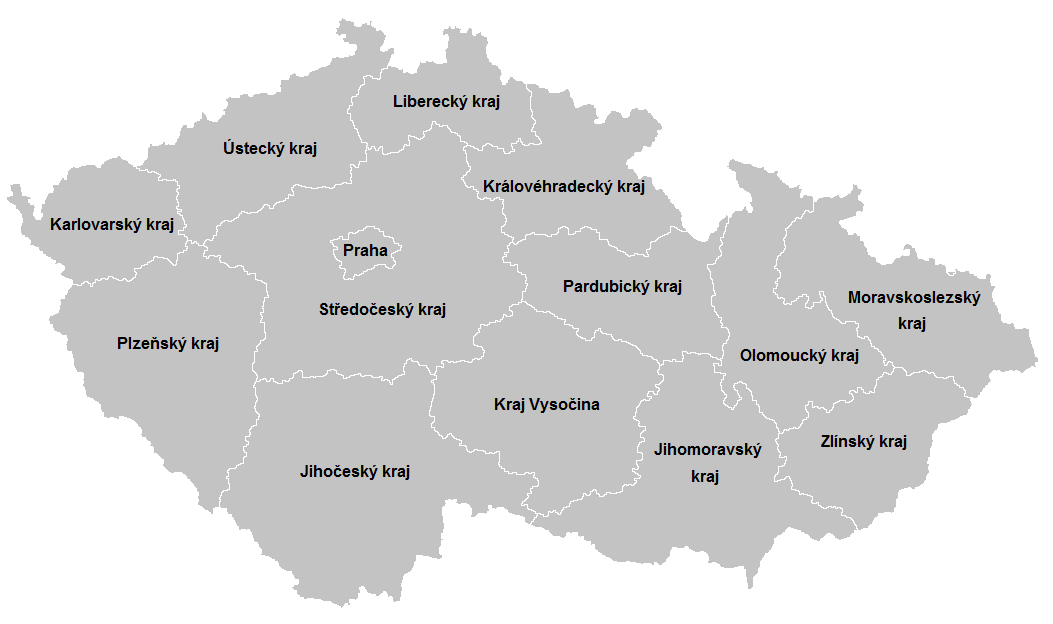
Vícemandátové volební obvody v Česku při volbách do Poslanecké sněmovny PČR se shodují s teritoriem 14 krajů.

Volební obvod je ohraničené území, ve kterém lze v rámci voleb získat předem stanovený počet mandátů. Tento počet mandátů je buď pevně stanoven předem nebo jsou předem dána pravidla, na základě kterých jsou mandáty z kandidátů za volební obvody obsazovány. Jedná se o integrální součást volebních systémů určených pro územně samosprávné celky. Závisí na volebním systému, do jaké míry je nutné, aby obvody byly srovnatelné velikosti. Zpravidla platí, že ve volbách do téhož sboru nemůže žádný kandidát kandidovat ve více volebních obvodech.
Na základě absolutního počtu mandátů, které lze získat, se rozlišují volební obvody:
- jednomandátové – například při volbě senátorů většinovým systémem; pokud není volen zastupitelský sbor, ale jediný funkcionář, pak je celé území voleb z principu jedním jednomandátovým volebním obvodem, nejde-li o vícestupňovou volbu
- malé – 2 až 5 mandátů
- střední – 5 až 10 mandátů
- velké – nad 10 mandátů

Existují státy, které nemají své teritorium pro volby zákonodárného sboru rozděleno do více volebních obvodů, ale celé území představuje pouze jediný volební obvod. Příkladem takové varianty je Slovensko, Paraguay, Nizozemsko nebo Izrael. Rovněž pro volby do komunálních, regionálních či dalších sborů jsou v různých zemích stanoveny specifické podmínky, zda, jak a za jakých podmínek je možno či nutno rozdělit území voleb do volebních obvodů. Pokud je účast ve volbách umožněna občanům žijícím mimo území daného územně-správního celku, může být předem stanoveno, ke kterému volebnímu obvodu jsou přiřazeni, nebo pro ně může být vytvořen samostatný obvod či obvody atd. Územní principy jsou v některých státech nebo jiných organizacích kombinovány s personálními principy, například etnickou příslušností, formou či variantou občanství atd.

## Jednomandátový volební obvod

V britských parlamentních volbách 2010 bylo Spojené království rozděleno na 650 jednomandátových obvodů, v nichž byl uplatněn systém relativní většiny.

V tomto typu obvodu kandidáti soupeří o jediný mandát. K jejich využití dochází dominantně ve většinových volebních systémech. U poměrných volebních systémů, kde je nutné vždy přidělit více mandátů, je použít nelze.
Vítězný kandidát získává mandát po dosažení většiny hlasů. Nejčastější variantou je prosté sečtení platných odevzdaných hlasů a kandidát s jejich největší sumou získává mandát.
Příkladem užití jednomandátových volebních obvodů jsou parlamentní volby ve Spojeném království či senátní volby v Česku.

## Vícemandátový volební obvod
V tomto typu obvodu dochází k přerozdělení více než jednoho mandátu mezi kandidáty. K jejich využití dochází v poměrných volebních systémech. Pro distribuci mandátů existují matematické metody sčítání hlasů, kdy dochází k transformaci kvantitavní sumy hlasů na kvantitativní sumu mandátů. Proporční úměru lze ovlivnit a měnit na základě metod volebního dělitele, kam patří tři základní – D'Hondtova metoda, Sainte-Laguëova metoda a Imperialiho metoda, a také prostřednictvím volebních kvót, kam patří čtyři základní – Hareova kvóta, Droopova kvóta, Imperialiho kvóta, Hagenbach-Bischoffova kvóta (také je sem řazena modifikovaná Hare-Niemeyerova kvóta), sloužících k výpočtu tzv. volebního (mandátového) čísla.
Příkladem užití vícemandátových obvodů jsou volby do dolní komory v České republice či na Slovensku.

## Gerrymandering
Pro dosažení lepšího výsledku kandidátů k získání mandátu, respektive horšího výsledku nežádoucích uchazečů ve volbách, lze využít techniky gerrymanderingu, která spočívá ve vytvoření volebních obvodů manipulací jejich hranic tak, aby došlo ke zvýhodnění předem vybraného kandidáta na základě znalosti volebních preferencí voličů v jednotlivých území. Vzniknout tak mohou umělé, nepravidelné obvody, ve kterých je zvýšena pravděpodobnost výhry u konkrétních kandidátů. Této techniky se využívá především tam kde se volí většinovým volebním systémem, ale lze ho do určité míry využít v poměrovém volebním systému.

## Volební obvody v České republice

### Volby do Parlamentu České republiky

#### Obvody v senátních volbách

81 senátních volebních obvodů

Pro volby do Senátu Parlamentu České republiky jsou jednomandátové volební obvody stanoveny volebním zákonem č. 247/1995 Sb. Celkově je Česko rozděleno do 81 obvodů, v každém z nich je zvolen 1 senátor (přidělen jeden mandát) na základě dvoukolového většinového volebního systému.
Vymezení obvodů bývalo do roku 2018 každé dva roky na základě § 59 zákona aktualizováno tak, aby se počet obyvatel v žádném volebním obvodu nelišil k 1. lednu volebního roku o více než 15 % od průměrného počtu obyvatel připadajících na 1 mandát. Zákonem č. 72/2018 Sb. byla tato aktualizace obvodů zrušena.

#### Obvody ve sněmovních volbách
Pro volby do Poslanecké sněmovny Parlamentu České republiky jsou volebními obvody samosprávné kraje. Vzhledem k jejich výrazně rozdílné velikosti je tak v menších krajích malým stranám ztížena možnost získat mandát.

### Volby do zastupitelstev krajů
Zákon č. 130/2000 Sb. nepřipouští rozdělení kraje do více volebních obvodů. Volebním obvodem je celé území kraje. Hlavní město Praha však na volební obvody rozděleno být může, protože do jeho zastupitelstva se volí podle volebního systému a zákona pro komunální volby.

### Volby do zastupitelstev obcí, městských částí a městských obvodů
Pro volby do zastupitelstev obcí v Česku (včetně voleb do zastupitelstva hlavního města Prahy, které plní též funkci krajského zastupitelstva, a voleb do zastupitelstev samosprávných městských částí a městských obvodů v Praze a členěných statutárních městech) obecně platí, že území působnosti zastupitelstva tvoří jeden volební obvod, avšak rozčlenění území voleb na volební obvody je umožněno § 27 volebního zákona č. 491/2001 Sb. O rozdělení území obce (čímž se podle legislativní zkratky v § 5 rozumí i samoprávná městská část nebo obvod) na více volebních obvodů může rozhodnout zastupitelstvo příslušného územního celku nejpozději 85 dnů před konáním voleb, přičemž je pevně stanoven počet mandátů, které připadají na jednotlivé volební obvody. Podmínkou je, že v každém volebním obvodu musí být voleno nejméně 5 zastupitelů, v obcích s počtem obyvatel od 10 001 do 50 000 nejméně 7 zastupitelů, v obcích s počtem obyvatel nad 50 000 nejméně 9 zastupitelů. Podle § 45 odst. 1 a 6 se dosažení volebního kvóra 5 % získaných hlasů posuzuje pro každý volební obvod zvlášť.
Pro volby do zastupitelstev územně členěných statutárních měst a hlavního města Prahy nesmí být žádná samosprávná část nebo samosprávný obvod rozděleny do více volebních obvodů pro volby do zastupitelstva města. Volební obvod takového města tedy může být definován jen výčtem jeho celých samosprávných městských částí či obvodů. Zákon přitom nestanoví žádná další pravidla, podle kterých mohou být samosprávné části města do volebních obvodů seskupovány, tj. není stanoveno, že by části zařazené do téhož volebního obvodu musely například sousedit nebo si být urbanisticky či zájmově blízké.
Pro obecní volby není stanoveno, že by obvody musely být stejné nebo podobné velikosti. Není explicitně stanoveno, zda počet mandátů za jednotlivé volební obvody musí být úměrný počtu obyvatel či oprávněných voličů v těchto obvodech, a tedy ani přípustné odchylky od této úměry. Počet členů zastupitelstva stanoví předchozí zastupitelstvo v rozmezí stanoveném v § 68 zákona o obcích, 128/2000 Sb.; podle těchto vymezení i nejmenší obce či městské části (do 3000 obyvatel) mohou mít až 15 zastupitelů a tedy až 3 volební obvody, obce a městské části od 3001 do 10 000 obyvatel až 25 zastupitelů a 5 volebních obvodů, obce od 10 001 do 50 000 obyvatel až 35 zastupitelů a 5 volebních obvodů, obce od 50 001 do 150 000 obyvatel až 45 zastupitelů a 5 volebních obvodů a obce nad 150 000 obyvatel až 55 zastupitelů a 6 volebních obvodů.